# Mämmetweli Kemine
Mämmetweli Kemine (1770–1840) fue un poeta satírico de Turkmenistán cuyos trabajos se han convertido en una parte clave para la literatura de Turkmenistán.
Nacido en Seraks, estudió en una madraza Islámica en Bujará.
Unos cuarenta de sus poemas han sobrevivido. Muchos son críticas del clero y los terratenientes.